# 1990年ミャンマー総選挙
1990年ミャンマー総選挙（1990年ミャンマーそうせんきょ）は、1990年5月27日、ミャンマーで実施された総選挙。
これは1962年にクーデターにより軍事政権が成立して以降、ミャンマーにおける初めての複数政党による選挙だった。1人1区の小選挙区制である。
結果は、アウンサンスーチー率いる国民民主連盟（NLD）が492議席中392議席を獲得する圧勝。しかし軍事政権は選挙結果を認めず、2011年まで政権を握り続けた。投票率は72.6%だった。

## 概要

### 政党登録
8888民主化運動の最中、ビルマ社会主義計画党（BSPP）議長となったマウンマウンの「国民投票を行わずに複数政党制の総選挙を3か月以内に行う」という言葉を、「3か月以内」を除いて、国家秩序回復評議会（SLORC）は守った。そこには民主的な選挙を行って全面停止した日本を含む西側諸国からの経済協力を早急に再開させたいという思惑があった。
クーデター直後の1988年9月26日から政党登録の受付を開始。軍事政権下の選挙では到底公平に行われるとは思えないという声もあったが、最有力政党のNLDが9月28日に政党登録すると、政党登録料が格安なこともあり（500ks。当時の為替レートで約1万円）、雪崩を打ったかのように続々と政党が生まれ、最終的に実に233の政党が登録した。このように政党が乱立した背景には、合法政党であれば軍事政権の介入を受けにくいこと、長年の政治不信からどの政党が信用できるかわからないのでとりあえず自分で政党を作った人が多かったこと、政党を作ればガソリンの配給を受けられ、電話を1本無料で提供されたことなど諸事情あったようである
BSPPも国民統一党（NUP）と名称を変更して登録。議長に就任したタジョーは、ネウィンが隊長を務めた国軍第4ビルマ・ライフル部隊出身だった。ウー・ヌも民主平和連盟（LDP）を結党して参戦。他に学生運動のリーダーだった、モーティーズンが結党した新社会民主党（DPNS）があった。

### 国民的英雄化したスーチー
しかしもっとも注目されたのは、やはり8888民主化運動のリーダーたちが揃ったNLDだった。当初、アウンジーが議長、ティンウーが副議長、スーチーが書記長を務めており、スーチーは序列3位だった。NLDの支持層は（１）アウンジーを支持する元軍人、元公務員、ビジネスマン、 （２）ティンウーを支持する元国軍将校（愛国旧同志同盟）、そして、（３）スーチーを支持する学生・知識人を中心とする左翼系グループ で、党中央委員会や執行委員会の要職は（１）（２）のグループが占めていた。党内は一枚岩とは言い難く、元軍人と民間人、若者世代と年配世代との間に対立があり、民間人・若者はSLORCに対して攻撃的で、元軍人・年配世代は妥協的だった。同年12月には早くもアウンジーが、「スーチーはビルマ共産党（CPB）の取り巻きに囲まれている」と批判して脱党し、連邦国民民主党（UNDP）を結成した。新たな議長にはティンウー、副議長にはスーチーが就任した。しかし、ティンウーはあくまでも名目上のリーダーで、事実上のリーダーはスーチーだった。
そして、1988年10月30日、スーチーは地方遊説を開始した。ここまで父親のアウンサン将軍のカリスマ性だけで民主化運動をリードしてきたスーチーだったが、選挙に勝つためには都市部だけではなく、地方の支持も必要だった。スーチーは花を髪に飾り、ミャンマーの伝統服・ロンジーに身を包むスタイルで全国各地を回り、花束や香水、スタンディングオベーションなどで熱狂的な歓迎を受けた。1988年～1989年の選挙戦中、スーチーは1000回以上演説を行ったが、その中で頻繁に父親の言葉を引用し、「民主主義」や「人権」などの、当時のミャンマーの人々にはあまり馴染みのなかった言葉を紹介。民主主義（スーチー、NLD）対権威主義（SLORC、国軍）というわかりやすい構図を作った。一方、団結、規律、責任の重要性を強調し、読書の大切さや子供に対する体罰の禁止など、道徳的な事柄にもしばし言及した。スーチーはミャンマー人のメンタリティこそが、軍事政権を長らえさせた要因であり、「民主主義」や「人権」などの西洋的価値観を根付かせることが、そのメンタリティを変革できると信じていた。海外メディアは、そのようなスーチーの姿を積極的に報道し、スーチーは国際的有名人となった。当初、スーチーと距離があった元軍人の党幹部も、スーチーに逆らえない雰囲気ができあがった。
厳密に言えば、スーチーおよびNLDが開催している集会は戒厳令に違反していたが、当初、SLORCは黙認していた。しかし、スーチーの国民的に人気が高まるにつれ警戒するようになり、集会の妨害、NLD党員の逮捕、NLDの「闘う孔雀」プラカードの掲示禁止、そしてスーチーに対するネガキャンなどの弾圧を加え始めた。そして、1989年4月5日、エーヤワディー地方域・ダヌピューで、行進するスーチー以下NLD支持者の一団に国軍の部隊が解散を命じ、兵士が一斉にライフルを向けるという事件が発生。この際、スーチーは兵士の列に真っ直ぐに進み、その前に立った。しかし、隊長の大尉が発砲命令を出そうとしたその時、上官の少佐が群衆の中から現れ、発砲命令を取り消した。悔しさのあまり、大尉はその場で肩章を引きちぎったのだという。ヤンゴンに戻った後、スーチーがイギリス大使館に赴いて、この話をしたことにより、この事件はBBCで世界中に報じられ、スーチーは生ける伝説と化した。
しかし、この事件をきっかけに、スーチーとSLORCとの関係は不可逆的に険悪化。国軍の弾圧は激化し、そして、アウンサン将軍の命日に当たる1989年7月19日の殉教者の日、NLDは政府主催の式典とは別にNLD主催の式典を計画したが、国軍はヤンゴン各地に兵士を配備し、夜間外出禁止令を発効してこれに対抗。結局、スーチーは直前に式典を中止したが、SLORCを「ファシスト政権」呼ばわりして、国軍幹部を激怒させた。翌日、スーチーとティンウーは自宅軟禁下に置かれ、被選挙権を剥奪された。他にも多くのNLD幹部が逮捕投獄され、ウー・ヌも被選挙権を剥奪された。

### 選挙の実施
スーチーとティンウーを失ったNLDは、退役軍人のチーマウンが副議長に就任し、暫定的なリーダーとなった。チーマウンによると、SLORC幹部は「今や、首がはねられたのだから、手足は役に立たない」と選挙の勝利を確信していたのだという。処理を1990年1月5日に立候補が締め切られ、選挙日は5月27日とされた。27は2+7で国軍のラッキーナンバーに当たる。全国492議席のうち延期となった7区を除く485選挙区に計2308名が立候補。過半数の候補者を立てられたのは、NUP（485名）、NLD（451名）、LDP（324名）、連邦国民民主党（256名）の4党だけだった。
しかし、選挙直前の1990年4月、SLORC第一書記長・キンニュンが、「新憲法とそれにもとづく強力な政府の樹立が政権移譲の条件であり、それまではSLORCが国政を担当する」と明言。選挙結果のいかんにかかわらず、即時の政権移譲の意思がないことを明らかにした。一方で選挙直前に外国人記者61名を入国させたり、各地の戒厳令を解除したり、公正で自由な選挙を演出するために柔軟な姿勢も見せた。

## 結果
予定どおり1990年5月27日に選挙が実施され、概ね公正で自由な選挙だったという国内外の評価を得たが、しかしそれが仇となって、国民民主連盟が485議席中392議席を占めて圧勝、国民統一党は10議席、連邦国民民主党は１議席しか獲れず（アウンジーは落選）、民主平和連盟はは1議席も獲れない惨敗に終わった。特筆すべきは少数民族政党のシャン諸民族民主連盟（SNLD）が、得票率わずか1.7％ながらシャン州で圧倒的な強さを示して23議席を獲得したことだった。
この結果を受けた国家秩序回復評議会は、先のキンニュンの見解を繰り返し、選挙結果を反故にして政権移譲の延長を図り、これに反対する国民民主連盟議員、活動家、僧侶を次々と逮捕した。逮捕を逃れた国民民主連盟議員はカレン民族同盟（KNU）の本拠地マナプロウに赴き、スーチーの従兄弟・セインウィンを暫定首相とするビルマ連邦国民政府（NCGUB）を樹立した。しかし国内外からの支持はほとんどなく、以後も実効性のある活動はできなかった。その後、閣僚2名がそれぞれ昆明とバンコクで暗殺された。